# الجالية السعودية في الولايات المتحدة الأمريكية
الجالية السعودية في الولايات المتحدة الأمريكية هم المواطنين السعوديين المقيمين في الولايات المتحدة الأمريكية أغلبهم من أجل الدراسة وبعضهم من أجل العمل وبعضهم لأسباب سياسية، وهم يشكلون أكبر تجمع للسعوديين خارج العالم العربي في الولايات الأمريكية المتحدة حيث يقيم هناك بصفة دائمة أو مؤقتة أكثر من  667,511 مواطن سعودي